# کومروو (نوردفورپومرن)
کومروو (به آلمانی: Kummerow) یک شهر  در آلمان است که در فرپومرن-روگن واقع شده‌است. کومروو ۶۷۳ نفر جمعیت دارد.